# Perfect Love
Singles de MAX
Always Love
(2001) Moonlight
(2001)
Perfect Love est le 20e single du groupe MAX.

## Présentation
Le single sort le 16 mai 2001 au Japon sous le label avex trax, trois mois seulement après le précédent single du groupe, Always Love. Il atteint la 10e place du classement des ventes de l'Oricon, et reste classé pendant cinq semaines. C'est le dernier single de MAX à rentrer dans le top 10 ; vendu à quelques 46 000 exemplaires, il est alors son single le moins vendu à l'exception des deux premiers, sortis en 1995.
C'est le deuxième single de MAX écrit et composé par T2ya. Il contient deux chansons originales et leurs versions instrumentales. La chanson-titre sert de générique de fin à l'émission télévisée Sports Max, comme celle du single précédent, et de thème musical à une publicité pour la marque Kacchao. Elle figurera uniquement sur la compilation du groupe Precious Collection 1995-2002 qui sortira dix mois plus tard ; elle sera aussi remixée sur son album de remix Maximum Trance de 2002. La deuxième chanson du single, Bible XX (en fait : "Bible ××"), restera inédite en album.

## Liste des titres
Toutes les chansons sont écrites, composées et arrangées par T2ya.
| CD    | CD                                     | CD    | CD | CD | CD | CD | CD | CD | CD |
| No    | Titre                                  | Durée |    |    |    |    |    |    |    |
| ----- | -------------------------------------- | ----- | -- | -- | -- | -- | -- | -- | -- |
| 1.    | Perfect Love                           | 4:38  |    |    |    |    |    |    |    |
| 2.    | Bible XX (Bible ××)                    | 4:23  |    |    |    |    |    |    |    |
| 3.    | Perfect Love (Instrumental)            | 4:38  |    |    |    |    |    |    |    |
| 4.    | Bible XX (Instrumental) (Bible ×× ...) | 4:20  |    |    |    |    |    |    |    |
| 17:59 |                                        |       |    |    |    |    |    |    |    |

## Crédits
- Production : Max Matsuura
- Co-production : Jun-Ichi "Randy" Tsuchiya
- Direction : Yukihito Sakakibara
- Production exécutive : Jonny Taira
- Masterisation : Shigeo Miyamoto
- Enregistrement : Eiji Kameda, Hiroto Kobayashi
- Mixage : Hiroto Kobayashi (titres 2, 4), Naoki Yamada (1, 3)
- Programmation : T2ya